# Shinobi (videojuego de 2011)
Shinobi, conocido en Japón como Shinobi 3D, es un videojuego de Nintendo 3DS desarrollado por Griptonite Games (una división de Foundation 9) y publicado por Sega como parte de la serie Shinobi, y fue lanzado en todo el mundo en noviembre de 2011.

## Jugabilidad
El juego se controla principalmente con botones, pero hay minijuegos que utilizan la pantalla táctil. Musashi en un juego de estilo arcade, similar a los juegos 2D originales. El juego normalmente se juega en modo de desplazamiento lateral en 2D, utilizando gráficos en 3D.

## Trama
La historia del juego comienza en el año 1256, Kencho Era Japón, donde se convoca al joven líder del clan Oboro, Jiro Musashi (padre de Joe Musashi, el personaje principal de los juegos originales Arcade y Sega Genesis Shinobi). para defender su pueblo natal de las fuerzas ninja de Zeed. Después de la batalla, lo envían 800 años al futuro, donde Zeed ahora gobierna con mano de hierro. Con la ayuda de Sarah, la líder de una resistencia local, Jiro continúa su batalla contra Zeed. A medida que avanza en la batalla, comienza a descubrir una conspiración más profunda (dependiendo del nivel de habilidad y dificultad), se desbloquea una misión secreta que revela a un antiguo alienígena Orn que instigó los acontecimientos de la era Kamakura, incluida la traición del propio maestro de Jiro. , con la esperanza de crear el ejército Ninja más poderoso del espacio. Después de derrotar a Orn, la nave espacial del extraterrestre explota y Jiro, protegido por un hechizo Ninjutsu, es visto por última vez reingresando a la atmósfera. Después de aterrizar en la Tierra, Jiro camina hacia el horizonte, presumiblemente para reiniciar el Clan Ninja Oboro nuevamente. La línea de tiempo se modifica para que Joe Musashi no exista en el siglo XX en esta línea de tiempo.

## Desarrollo
El juego fue revelado en la edición de mayo de 2011 de Nintendo Power. Sega originalmente planeó lanzar el juego en septiembre de 2011, pero debido a las lentas ventas de hardware 3DS, pospusieron el juego hasta noviembre de ese año.

## Recepción
Shinobi 3D ha recibido críticas mixtas a positivas, recibiendo una puntuación total de 69 en Metacritic. Destructoid elogió a Shinobi 3D por tener "toneladas" de contenido, pero señaló que la pronunciada curva de dificultad y la falta de una narrativa coherente pueden desanimar a algunos jugadores. Official Nintendo Magazine de Reino Unido declaró de manera similar que "Shinobi no será del gusto de todos ya que estamos en una época en la que se espera que los juegos sean bastante fáciles para todos", pero dijo Los jugadores que buscan un desafío deberían disfrutarlo. GameSpot elogió la forma en que el juego concilia la dificultad con la accesibilidad, remarcando que el juego comete sólo unos pocos pasos en falso en esto, y califica a Shinobi 3D "entre el pequeño número de juegos de calidad en el creciente Biblioteca 3DS digna de un lugar en tu estantería". Sin embargo, GamesTM fue más crítico con Shinobi 3D, juzgando la "dificultad antipática" del juego como "barata y arcaica en el contexto de una acción laboriosa". Según Eurogamer: "Llamar a esto un mal juego sería tremendamente injusto, pero no es nada excepcional. Para una serie como Shinobi, eso es bastante deshonor".